# 1354 в Україні

## Пам'ятні дати та ювілеї
- 475 років з часу у 879 році:
  - Після смерті Рюрика у Новгороді як опікун його малолітнього сина Ігора став правити Віщий Олег, можливо брат його дружини Ефанди.
- 325 років з часу у 1029 році:
  - Київський князь Ярослав Мудрий здійснив похід на Кавказ проти ясів.
- 300 років з часу у 1054 році:
  - Дроблення Київської Русі на уділи після смерті Ярослава Мудрого. У Києві батька змінив Ізяслав Ярославович, поділивши владу з братами, які отримали окремі уділи. Святослав Ярославич почав княжити в Чернігові, Всеволод Ярославич — у Переяславі, Вячеслав Ярославич — у Смоленську. Спільне правління трьох братів Ізяслава, Святослава та Всеволода називають триумвіратом Ярославичів.
  - Перша літописна згадка Києво-Печерського монастиря.
- 200 років з часу у 1154 році:
  - Під час у битви над Серетом (під Теребовлем) галицька дружина на чолі з Ярославом Осмомислом завдала поразки київському князю Ізяславу Мстиславичу;
  - Після смерті Ізяслава Мстиславича київський престол перейшов до Ростислава Мстиславича, який до того княжив у Смоленську (листопад);
  - Новий князь Ростислав Мстиславич пішов на Чернігів проти Ізяслава Давидовича, але зазнав невдачі, що змусило його поступитися київським престолом князю Ізяславу.
- 150 років з часу у 1204 році:
  - Галицько-волинський князь Роман Мстиславич посадив на київський престол Ростислава Рюриковича.
  - У Чернігові почав княжити Всеволод Чермний.

### Видатних особистостей

#### Народились
- 575 років з дня народження (879 рік):
  - Ігор I (Ігор Старий), Великий князь Київський (912—945 рр.) з династії Рюриковичів.

#### Померли
- 300 років з часу смерті (1054 рік):
  - Ярослав Мудрий (близько 978-1054), державний діяч Київської Русі (великий князь київський).
- 275 років з часу смерті (1079 рік):
  - Анна Ярославна (Анна Київська), шоста королева Франції (1051—1060 рр.), донька князя Ярослава Мудрого і доньки короля Швеції Інгігерди, друга дружина французького короля Генріха I Капета.
- 200 років з часу смерті (1154 рік):
  - Ізяслав Мстиславич, київський князь;

## Події
- Константинопольський патріарх висвятив Митрополитом київськими і всієї Русі родича і ставленика литовського князя Ольгерда Романа (як зазначено в літопису, «приде со Литвы Роман чернец на митрополию и выиде, не приняша его кияне»),
- 11 травня — дарча королівська грамота Івану Пакославові на місто Ряшів з повітом за виявлену хоробрість у боротьбі з татарами.

## Особи

### Призначено, звільнено
- Митрополитом Київським з осідком у Москві став Олексій Бяконт.

### Померли
- Теодорит — український церковний діяч, митрополит Київський та всієї Руси (1352—1354), отримав висвячення у Болгарського патріарха у місті Тирново.